# Amoebidiidae
Az Amoebidiidae az Ichthyophonida egysejtűekből álló családja, melyet korábban a Zygomycota Trichomycetes osztályába soroltak, de molekuláris filogenetikai elemzések alapján a család a Mesomycetozoea (= Ichthyosporea) tagja. Eredeti neve Amoebidiaceae, e néven az Amoebidiales gombarend egytlen családja volt 2 nemzetséggel (Amoebidium, Paramoebidium). Azonban az Amoebidiidae jelenleg csak az Amoebidium nemzetséget tartalmazza, a Paramoebidium pedig a Paramoebidiidae egyetlen tagja. Az Amoebidium-fajok édesvízi ízeltlábúak, például árvaszúnyogok és vízibolhák (Daphnia) obligát szimbiontái. Azonban mivel a gazda külső vázához csatlakoznak, és axén kultúrában nőnek, legalább egy részük fakultatív szimbionta lehet.

## Etimológia
Az Amoeb- prefixum az Amoebidium életciklusa során keletkező amőboid sejtekre utal.

## Leírás
Mivel egynemzetségű a család, leírása az Amoebidium nemzetségével azonos. Ennek fajai szivar vagy cső alakúak vegetatív növekedéskor (thallus) és különböző édesvízi ízeltlábú gazdák (rákok vagy rovarok) külső vázához kapcsolódnak általuk szekretált ragasztószerű bazális rögzítőanyaggal. A thallusok könocitásak (sejtjük nem bomlik fel), színtelenek és nem ágaznak el. Ivaros szaporodás nem ismert, az ivartalan kétféleképp történhet: a teljes sejt megnyúlt, egymagvú spórákká (sporangiospóra, endospóra) osztódik, a sejtfal pedig szétválik, felszabadítva a spórákat, vagy az egész sejttartalom csepp alakú mozgó amőboid sejtekké osztódik, melyek rövid ideig mozognak, majd cisztát és spórákat képeznek (cisztospóra) A családban 5 ismert faj van.
Az Amoebidium parasiticum gyakran megtalálható tengeri gerinctelenek utóbelén vagy utóbelében.

## Genomika

### Mitokondriális
Az A. parasiticum FeFe-hidrogenázzal rendelkezik, mitokondriális genomja alapján képes lehet citokróm c-dependens sejtlégzést végezni.
Mitokondriális genomja több változó méretű (300–8300 bp) és típusú kromoszómából áll, összesen 44 különböző gént és több mint 100 kódoló régiót, például több génmásolatot és -töredéket is tartalmaz.

## Taxonómiai és filogenetikai történet
Az Amoebidium és a Paramoebidium Trichomycetesbe sorolása hamar kérdésesnek bizonyult amőboid sejtjei miatt, melyek nem voltak megtalálhatók a gombákban. Későbbi tanulmányok nem találtak kitint a sejtfalukban, még kétségesebbé téve a gombákkal való rokonságot. Azonban morfológiájuk (vagyis a szőrszálszerű növekedési forma rögzítő anyaggal), a spóratermelés és az ízeltlábúak emésztőrendszerében való életmód elég volt a Trichomycetesbe  soroláshoz, míg további bizonyítékok elhelyezésüket pontosíthatták.
2000-ben két független tanulmány molekuláris filogenetikával igazolta, hogy az Amoebidium parasiticum az állatokhoz hasonló Ichthyosporeának (akkori nevén DRIP) közelebbi rokona, mint a Trichomycetes. 2005-ben Cafaro rDNS-szekvenciaadatokat szerzett egy azonosítatlan Paramoebidium-fajról, és azt az Amoebidium testvéreként helyezte el. Így az Amoebidiaceae új neve Amoebidiidae lett a gombákon kívüli és a később Mesomycetozoeának nevezett kládon belüli helye miatt. Cafaro elemzései az Amoebidium és a Paramoebidium közt monofiletikus kapcsolatot mutatott, de az adatok taxonmintái korlátozottak voltak – a két nemzetségből egy-egy megfelelő szekvencia származott.
Egy 2017-es molekuláris filogenetikai elemzés az Ichthyophonidán belül, jelentős taxon- és génmintavétellel az Amoebidium és a Paramoebidium együttesének polifíliáját mutatta ki. Bár az adatokon végzett topológiai vizsgálat és Shimodaira–Hasegawa vizsgálata nem cáfolta, hogy ezek testvércsoportok, elég molekuláris, fiziológiai és ökológiai különbség volt a nemzetségek önálló családokba sorolását. Például az Amoebidium-fajok a gazdára gyakran kívül csatlakoznak, míg a Paramoebidium az emésztőrendszerben él, és ultraszerkezeti elemzések az A. parasiticum és a Paramoebidium curvum spóravégei pórusai elrendezésében jelentős különbséget találtak.

## Fordítás
Ez a szócikk részben vagy egészben  az   Amoebidiidae című angol Wikipédia-szócikk ezen változatának fordításán alapul.  Az eredeti cikk szerkesztőit annak laptörténete sorolja fel. Ez a jelzés csupán a megfogalmazás eredetét és a szerzői jogokat jelzi, nem szolgál a cikkben szereplő információk forrásmegjelöléseként.